# Novodorojnie, Hlobîne
Novodorojnie (în ucraineană Новодорожнє) este un sat în orașul raional Hlobîne din regiunea Poltava, Ucraina.

## Demografie
Componența lingvistică a localității Novodorojnie
     Ucraineană (100%)
Conform recensământului din 2001, toată populația localității Novodorojnie era vorbitoare de ucraineană (100%).